# Ernst von Werthern
Ernst Freiherr von Werthern (* 16. Oktober 1841 auf Haus Broel bei Soest; † 5. September 1916 in Lippstadt) war ein deutscher Verwaltungsjurist und Rittergutsbesitzer.

## Leben
Ernst von Werthern war der Sohn des Gottfried Freiherrn von Werthern (1804–1869) und der Charlotte Freifrau von Werthern, geb. Smiths (1805–1880). Er studierte an der Ruprecht-Karls-Universität Heidelberg Rechtswissenschaft. 1862 wurde er im Corps Guestphalia Heidelberg recipiert. Nach Abschluss des Studiums schlug er zunächst die Richterlaufbahn ein und wurde Kreisrichter in Duisburg. Anschließend wechselte er in den Verwaltungsdienst. Von 1875 bis zu seinem Tod 1915 war er Landrat im Kreis Lippstadt.

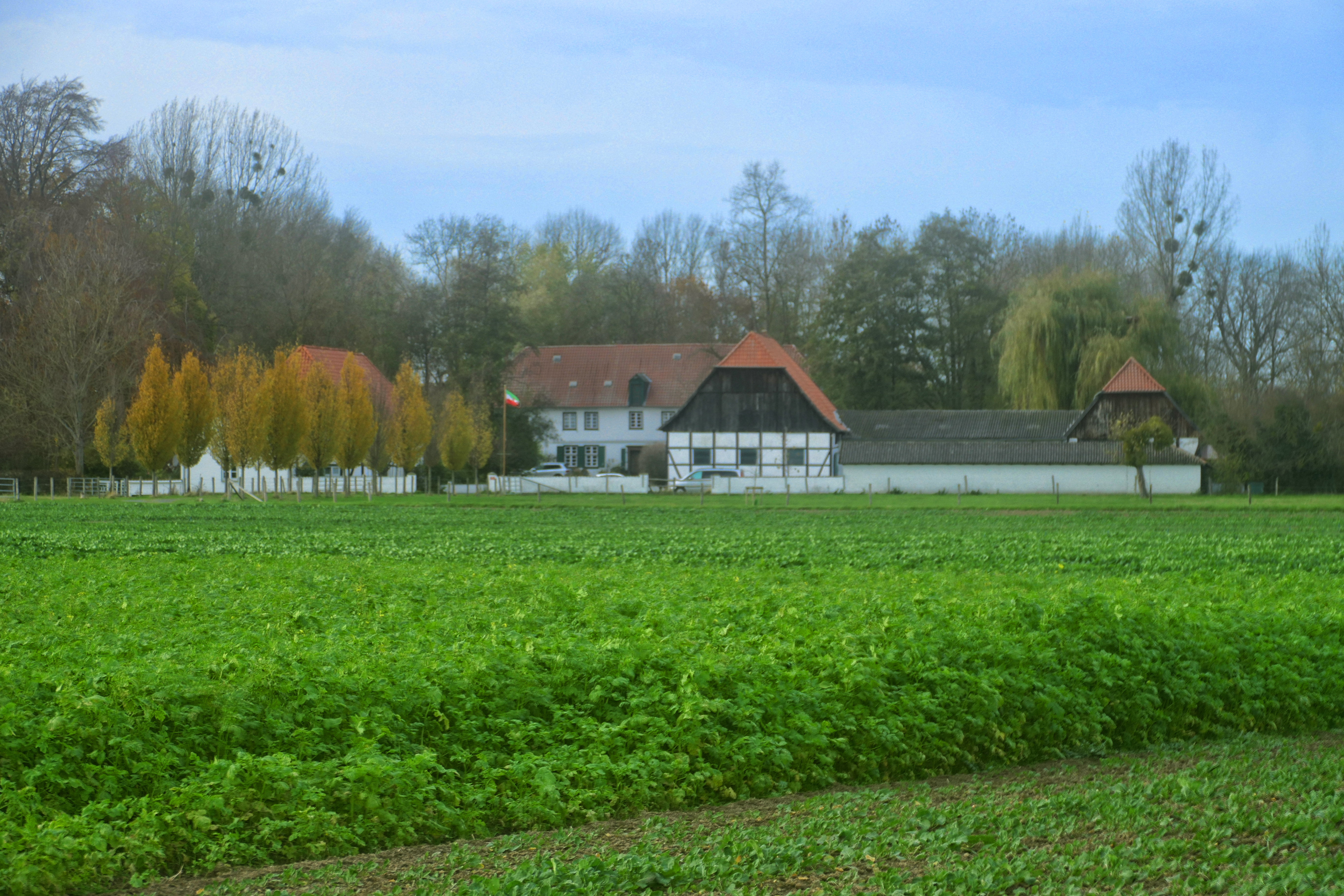
Rittergut Haus Broel (Foto, 2020)

Von Werthern war Besitzer des Rittergutes Haus Broel in Welver bei Soest und besaß Anteile an der Saline in Bad Sassendorf.
Thilo von Werthern-Michels (1878–1962) war sein Sohn, der sich von Amtsgerichtsrat v. Michels adoptieren ließ.

## Ehrungen
- Charakter als Geheimer Regierungsrat (1895)[4]
- Ehrenmitglied des Landwirtschaftlichen Lokalvereins Westernkotten, 1906[6]
- Königlicher Kronen-Orden (Preußen) III. Klasse
- Roter Adlerorden III. Klasse mit der Schleife[7]